# غابة فونتين بلو

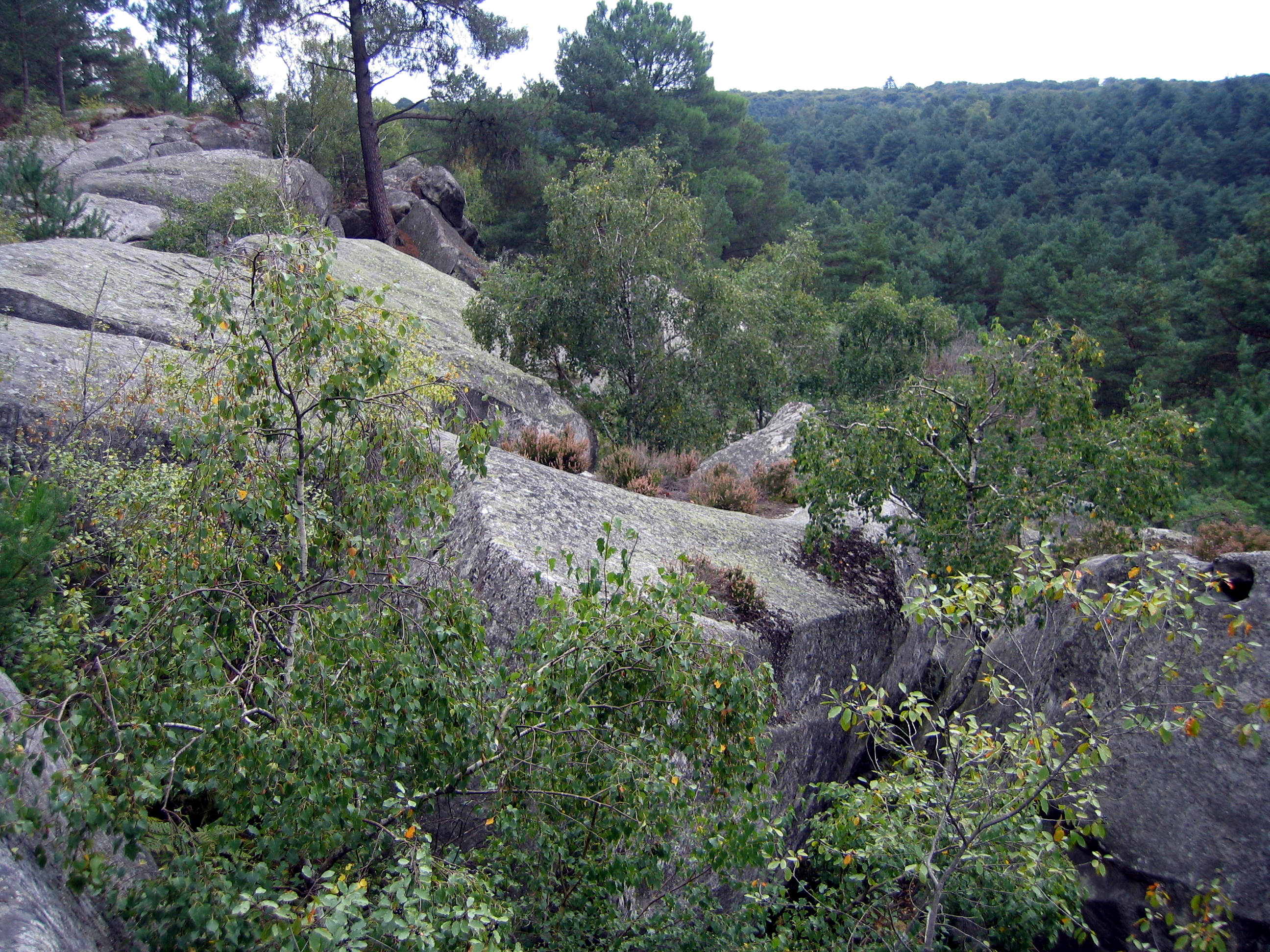
غابة فونتين بلو قرب باريس

 غابة فونتين بلو  (بالفرنسية: Forêt de Fontainebleau) أو غابة فونتينبلو قرب باريس وقرب قصر فونتين بلو.، في السابق كان اسمها «غابة منطقة البير»، وهي منطقة حرجية كبيرة مساحتها 25000 هكتار، منها 21 600 هكتار الآن من الغابات الوطنية. وهي مقصد للباريسين من أجل ممارسة رياضة المشي وتسلق الصخور وذلك لقربها من باريس وتهيتها لتقضية يوم تسلية وترويح من ضغط المدينة. حيث تجازها العديد من طرق المشي أهمها الطريق ذو الـ 25 تلّة ( 25 bosses). 

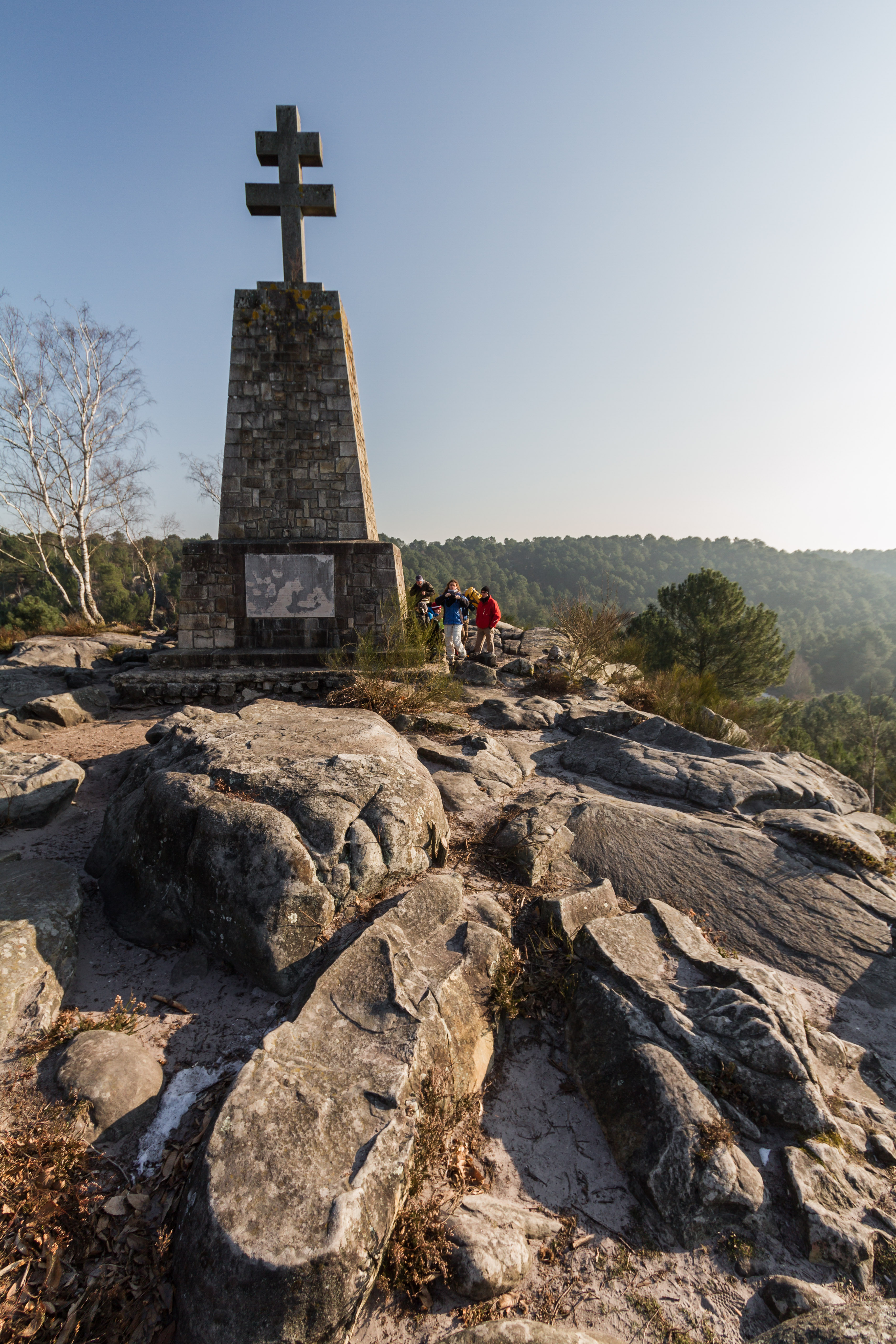
صليب الطريق ذو الـ25 تلّة

تم تجزئتها بطرق زراعية عدة كما يجتازها الطريق السريع A6 ، والطريقان الوطنيان 6 و 7، وخط باريس ليون مرسيليا سانت تشارلز. يزورها كل عام الملايين من الزوار الذين يأتون إلى المشي (13 مليون زائر في 2006).

## تأثيرها
غابة فونتينبلو تشتهر في جميع أنحاء العالم لأنها ألهمت الفنانين من الرسامين القرن التاسع عشر الانطباعي ومدرسة باربيزون مثل تيودور روسو، فضلا عن المصورين والكتاب والشعراء. وتشمل 415 هكتار من المحميات البيولوجية.
وهي تعتبر كأحد المعالم السياحية والمواقع الأثرية في باريس. وقربها يقع قصر فونتين بلو.

## التاريخ

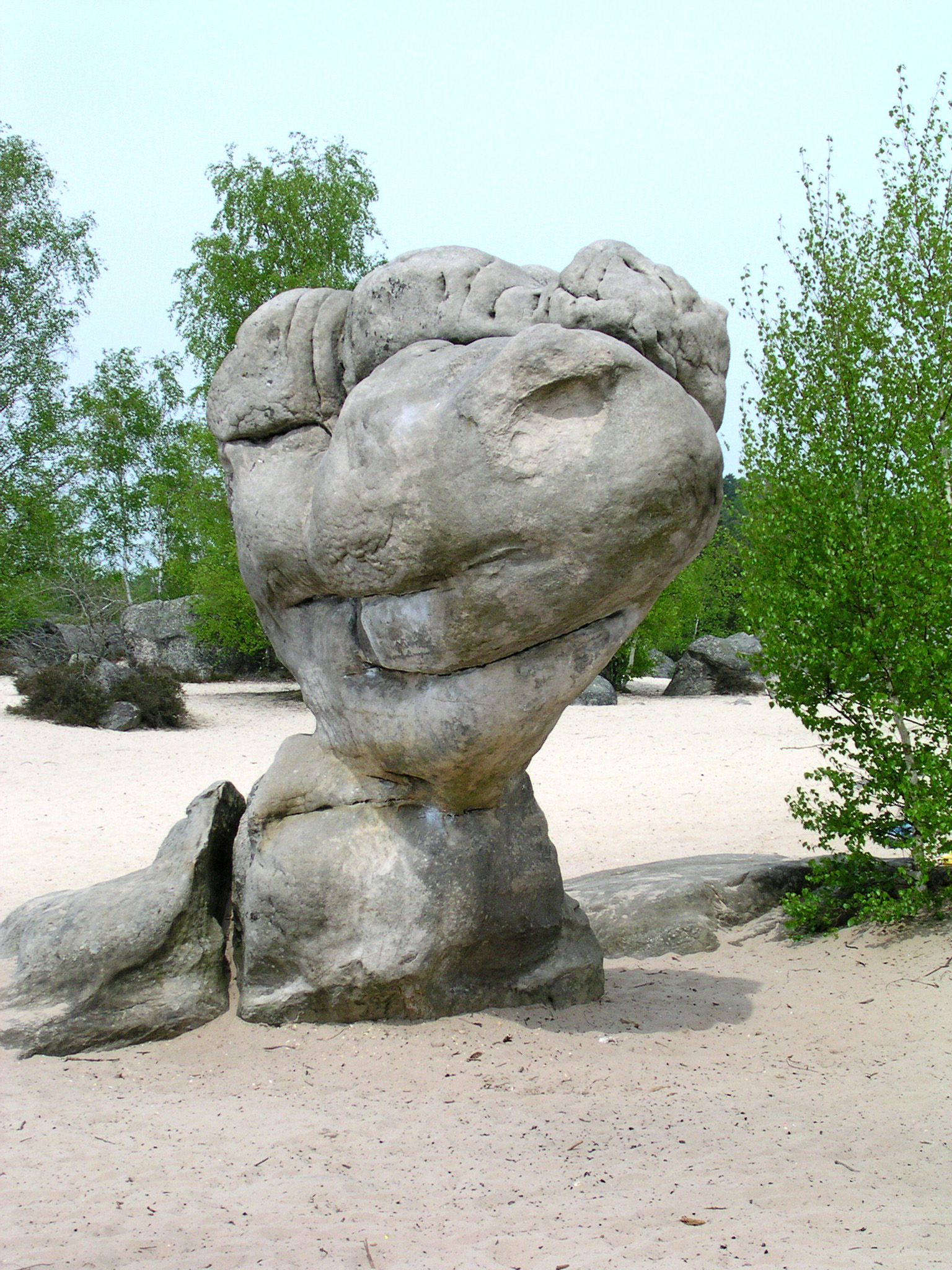
أحد صخورها المشهورة

منذ   40000 عاما استقر قوم رُحل بالقرب من الغابات. اكتشفنا العديد من الآثار كالأدوات الحجرية والعظام الحيوانية: الدببة والفيلة ووحيد القرن والغزلان العملاقة. خلال هذه الفترة، كانت الغابات البرية خطيرة. فدخول الرجل كان نادرا . وينتشر أكثر من 200 نقوش في جميع أنحاء الغابة. يتم تعيينهم لجميع الفترات بين العصر الحجري القديم الأعلى (حوالي - 12000 شارع J-C) والعصر الحديث، ولكنها ترجع معظمها إلى الميزوليتي (بين - 9000 و- 5500 شارع J-C) (4). مع العصر الحجري الحديث. تشكلت القرى المحيطة بالغابة.
حوالي عام  1000 تشكلت الغابة من خلال سلسلة من الجيوب توحدت من قبل أمراء وملاك الأراضي الأثرياء.
في عام 1167، كان هناك وجود المقر الملكي. لملوك فرنسا، كانت الغابة لها عدة استخدامات بما في ذلك الصيد ولكن أيضا للمصلحة العسكرية. وبالتالي فإنه قدم الأخشاب المستخدمة في البناء والتدفئة. ومثلت فونتين بلو مكاناً استراتيجياً على الطريق بوركوني.